# Aldo Frosi
Aldo Frosi (3 de octubre de 1908 - 22 de enero de 1971) fue un actor y director cinematográfico italiano.

## Biografía
Nacido en Roma, Italia, Frosi se graduó en el Centro Sperimentale di Cinematografia de Roma, y rodó algunos papeles cinematográficos en los años 1930 que no pasaron a la posteridad. En 1942 codirigió, junto a Hans Hinrich, la película Tentazione. 
Finalizada la Segunda Guerra Mundial se dedicó a labores de producción, trabajando para dos compañías, italianas, „Scia“ y „Stelle“.
Aldo Frosi falleció en Roma, Italia, en 1971.

## Filmografía (selección)
- 1933: Treno popolare
- 1942: Tentazione (solo codirección)